# Daniel Léon Cans
Daniël Hyacinthe Léon Cans (Brussel, 11 februari 1801 - 28 april 1889) was een Belgisch volksvertegenwoordiger.

## Biografie
Léon Cans was een zoon van belastingontvanger Charles Cans en Marie-Henriette Weemaels. Zijn grootvader langs vaderskant, Philippe-Joseph Cans, was advocaat bij de Raad van Brabant. Langs moederskant was hij een kleinzoon van Jean-Baptiste Weemaels, koopman en bouwer-eigenaar van het eerste landhuis op de site van het Kasteel d'Overschie in Grimbergen. De Cansstraat in Elsene, gelegen op een groot stuk grond dat eigendom was van de familie, werd vernoemd naar hem en zijn moeder. Cans bleef vrijgezel en was een oom van liberaal politicus, advocaat en hoogleraar Charles Graux.
Hij was gemeenteraadslid van Brussel (1842-1848) en werd verkozen tot liberaal volksvertegenwoordiger voor het arrondissement Brussel en oefende dit mandaat uit tot in 1854. 
Beroepshalve was hij drukker-uitgever, stichter van het huis Méline, Cans & Compagnie. Hij was ook directeur-generaal van de Algemene Spaar- en Lijfrentekas (1845-1854) en lid van de raad van bestuur van de ASLK. Hij was ook voorzitter van de Brusselse rechtbank van koophandel.
Hij was lid van de vrijmetselaarsloge Les Amis Philanthropes.